# Calicotome spinosa
Lo sparzio spinoso (Calicotome spinosa (L.) Link, 1822), nota anche come ginestra spinosa, è una pianta arbustiva della famiglia delle Fabacee, tipica degli ambienti di gariga e macchia mediterranea.

## Descrizione
È una pianta a portamento arbustivo, con rami intricati e spinosi, che può raggiungere sino a 2 m di altezza.
Ha foglie trifogliate con foglioline ovali oblunghe. Nel periodo estivo le foglie cadono. 
I fiori sono di colore giallo, isolati o a gruppi di due. Il calice è campanulato. Fioritura a maggio/giugno 
I frutti si presentano sotto forma di legumi lineari, oblunghi, di 2–5 cm di lunghezza, glabri o con scarsi peli.

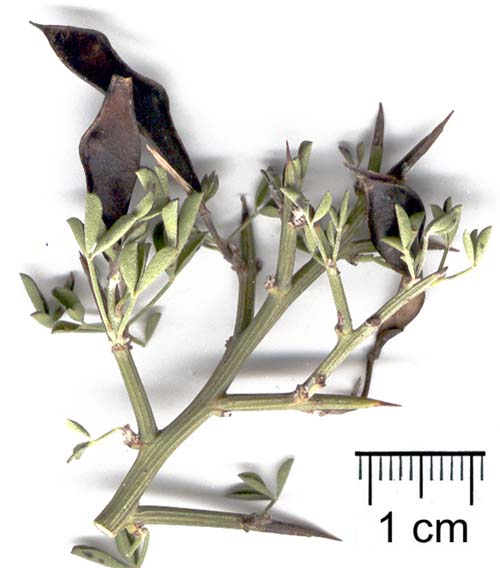
Spine
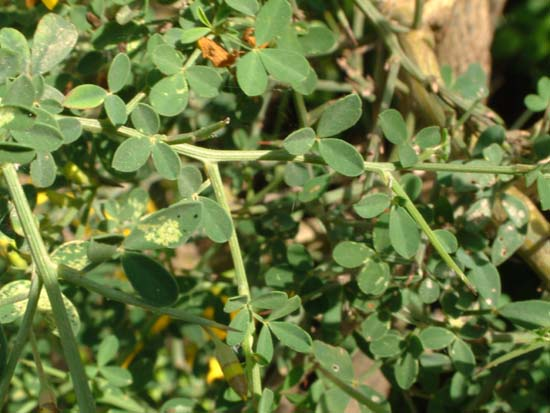
Foglie
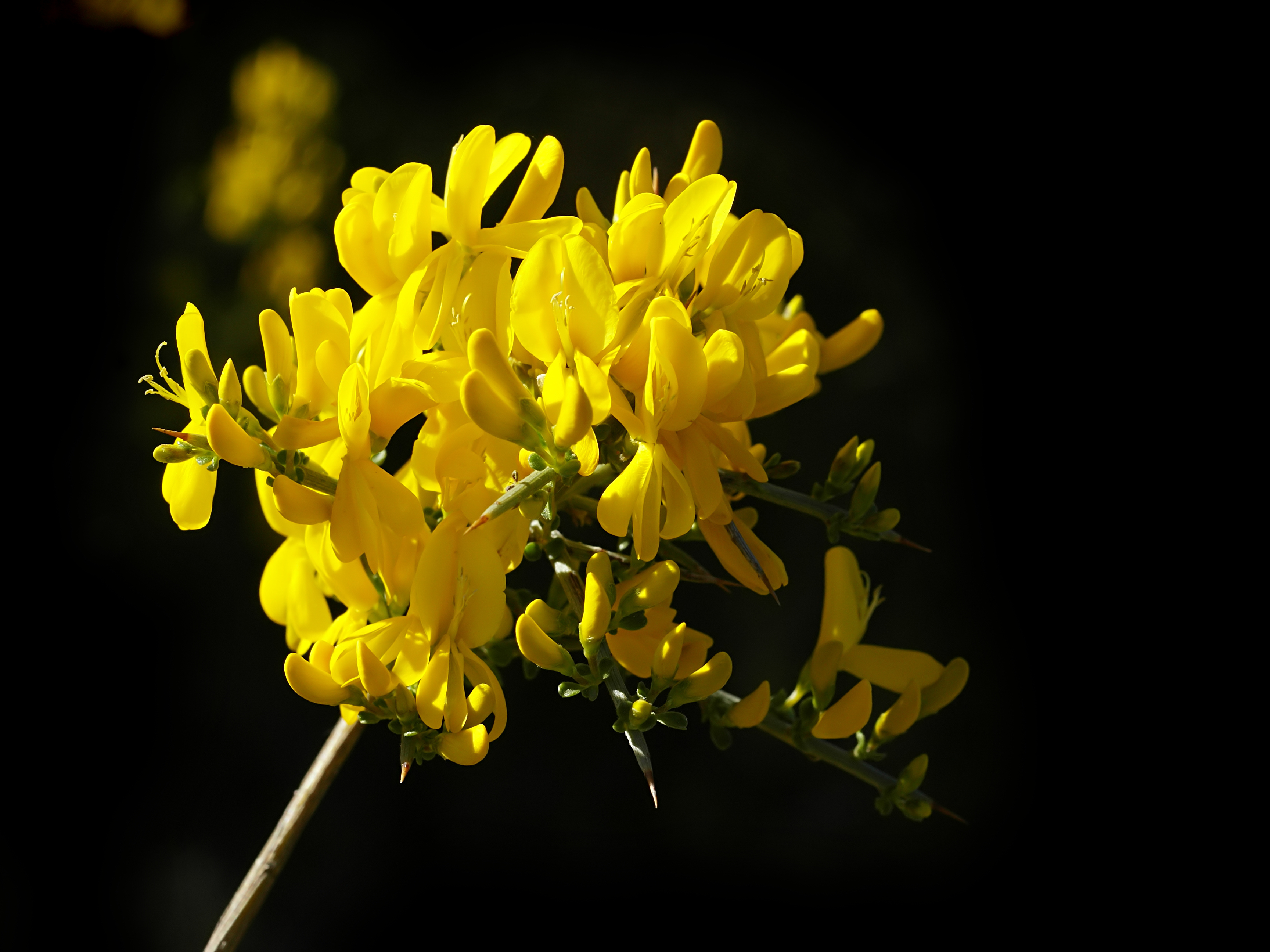
Fiori
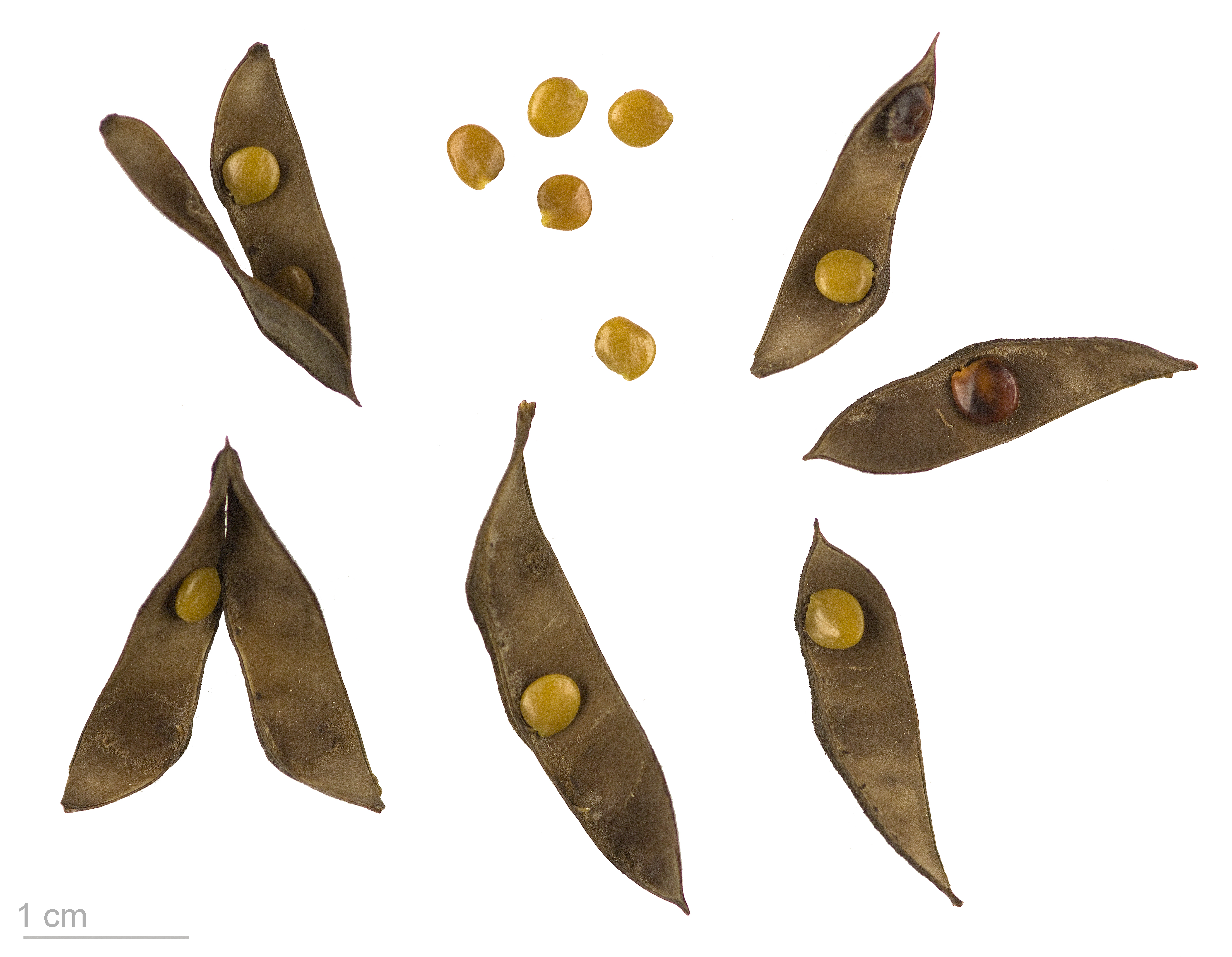
Frutti e semi

## Distribuzione e habitat
È diffusa nella parte occidentale del bacino del Mediterraneo (Algeria, Spagna, Francia, Italia, e Albania). È presente anche, come specie introdotta dall'uomo, in Nuova Zelanda.